# Pelecorhynchus vulpes
Pelecorhynchus vulpes är en tvåvingeart som först beskrevs av Macquart 1850.  Pelecorhynchus vulpes ingår i släktet Pelecorhynchus och familjen Pelecorhynchidae. Inga underarter finns listade i Catalogue of Life.